# Christiania

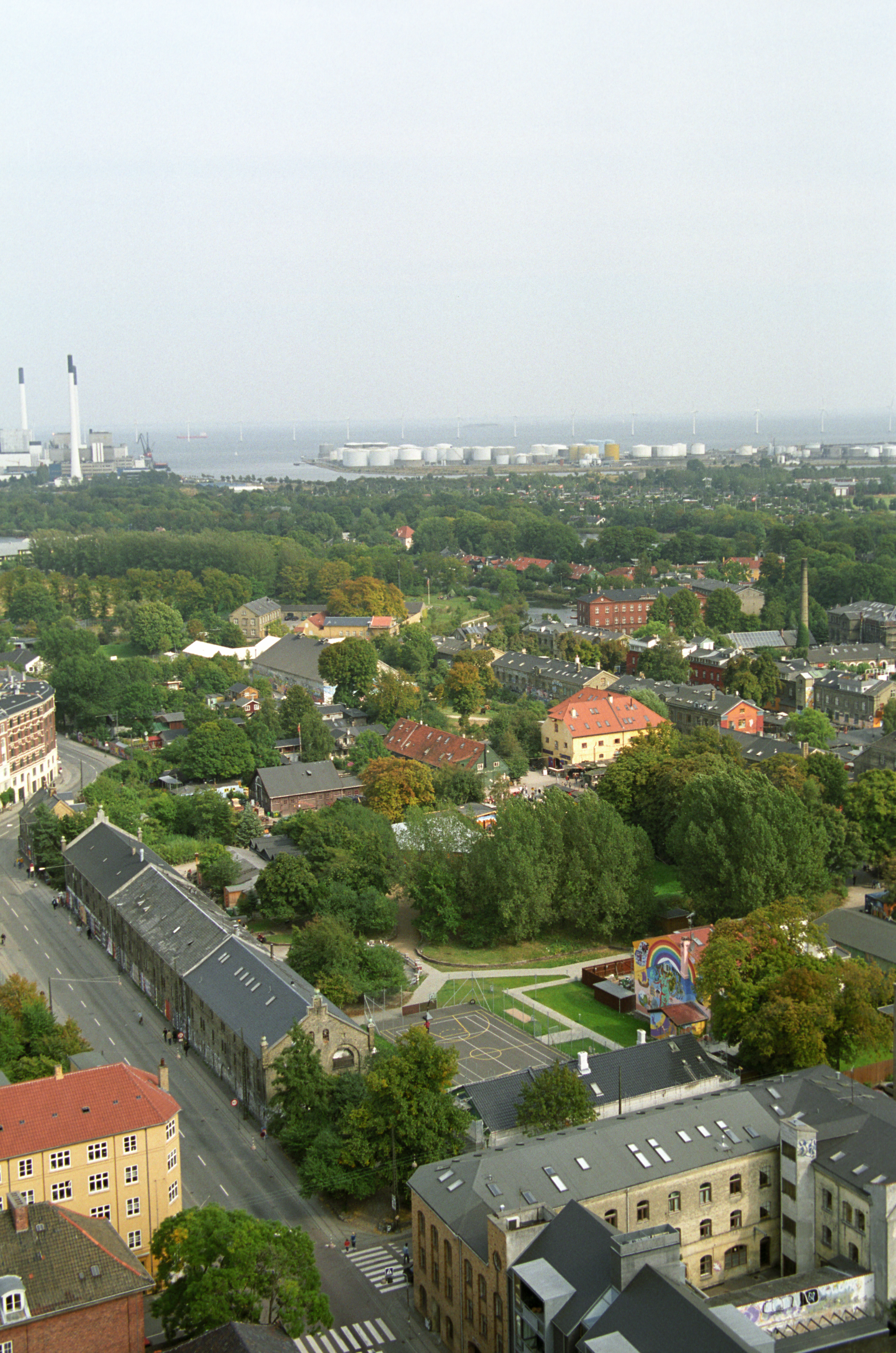
Vista de Christiania

Christiania és una «comuna lliure» de Copenhaguen (a l'illa d'Amager, Dinamarca), autogestionària i fundada el setembre del 1971 als terrenys de la caserna de Bådmandsstræde. És una de les poques experiències llibertàries encara actives al nord d'Europa.

## Naixement de Christiania
El grup fundador va implicar una cinquantena de persones. L'experiència es va fer cèlebre amb l'aparició d'un article redactat per Jacob Ludvigsen, i titulat «Emigreu amb el bus 8» a un diari underground anomenat Hovedbladet. Mentre hi havia una crisi aguda de l'habitatge a Copenhaguen, en alguns anys la població va superar diversos centenars de persones per estabilitzar-se al voltant del miler, a l'hivern. Al sud de Copenhaguen, Christiania és una zona molt extensa i molt bella, una mica com si a París els Invàlids haguessin estat ocupats; hi ha un llac i força arbres. Col·lectius diversos hi desenvolupen activitats industrials, artesanals, comercials, culturals, sanitàries, teatrals, etc. Christiania posseeix el seu jardí d'infants, el seu forn, la seva sauna, la seva unitat d'escombriaires/recicladors, els seus buldòzers, la seva fàbrica de bicis, la seva impremta, la seva ràdio lliure, un taller de restauració d'estufes antigues, un altre de restauració de cotxes antics, el seu propi cinema («Byens Lys», Els Llums de la Ciutat») i una multitud de bars, restaurants i llocs d'espectacles. Les clavegueres de Cristiania han estat renovades i ampliades pels mateixos christianites.

## Vida d'una comunitat a banda

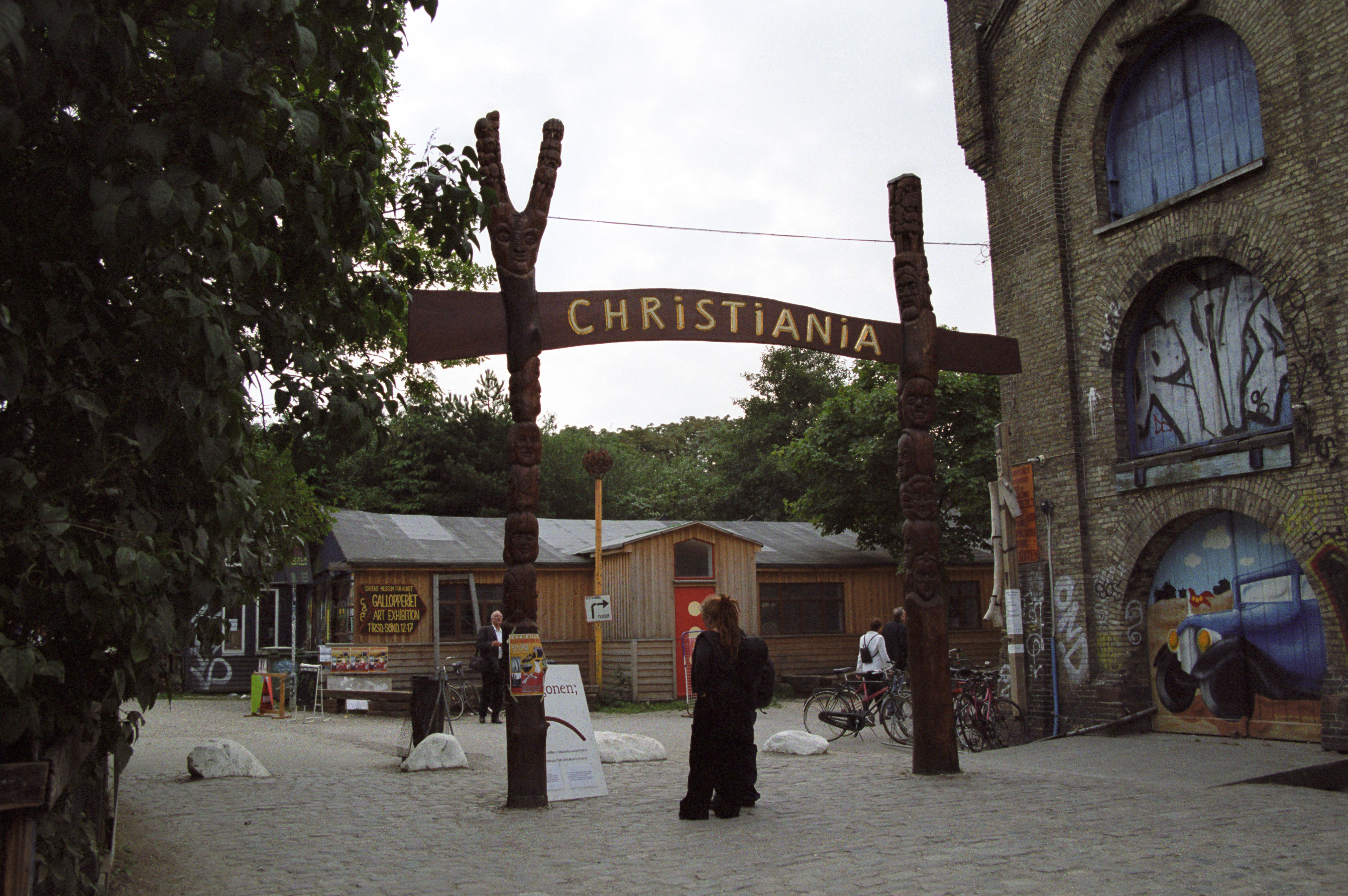
Entrada a Christiania

Almenys una cinquantena de nens han nascut a Christiania i hi han estat criats. Curiosament, almenys fins al 2006, la seva proporció era aproximadament d'un terç de dones per a dos terços d'homes i encara no ha canviat. La proporció d'estrangers més forta és composta d'escandinaus; cal anotar la presència d'algunes desenes d'inuits, explicable pel fet que Groenlàndia sigui un territori danès. Encara que la població hagi tingut un caràcter marcat d'inestabilitat, la mitjana d'edat ara és elevada.
La contribució de Christiania a la vida cultural de Copenhaguen és fora de tota proporció amb el nombre dels Christianites; els danesos de més de 40 anys es recorden de l'exèrcit dels Pares Noël creat pel teatre de carrer «Solvognen» (Carretó del sol) que, el dia de Nadal del 1973, va envair el cèlebre «Magatzem del Nord» i es va posar a distribuir gratuïtament llibres als clients presents. Els cartells de Christiania, d'una gran bellesa, han estat preservats al llibre Plakater compilat per Fabbrikken, un dels col·lectius d'habitatge de Christiania. Un gran nombre d'ells són deguts a Silketrykkeriet, el taller d'impremta sobre seda implantat a l'edifici de Fabbrikken.
El llibre de fotografies més bonic sobre Christiania, titulat Christiania, ha estat publicat per Mark Edwards a les edicions d'«Informació». La televisió danesa posseeix centenars d'hores de documentals i d'emissions sobre Christiania, i la premsa danesa ha publicat milers d'articles sobre aquest lloc únic, on una col·lecció sorprenentment completa d'aquests és conservada. Però nombrosos articles de la premsa sueca o noruega comprenen errors factuals deguts a les controvèrsies que suscita el municipi lliure. Per contra, la Biblioteca Reial de Copenhaguen conserva molt pocs documents sobre Christiania.

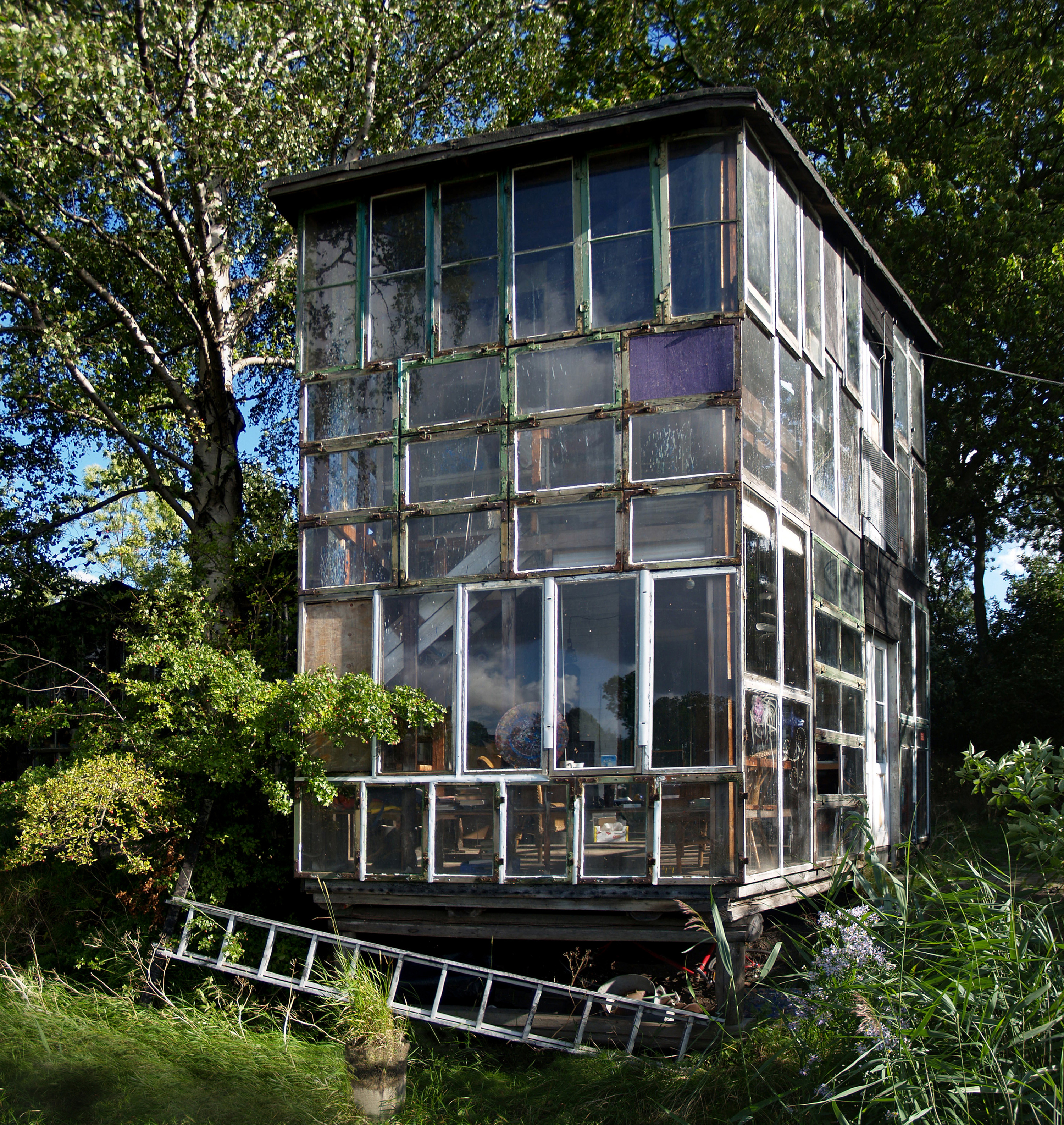
Casa de vidre a Christiania. Exemple de l'arquitectura sense arquitectes.

L'arquitectura de Christiania és cèlebre, des de la creació de «Pyramiden», una piràmide feta de materials de construcció per Helge, a Bananhuset (la Casa-Plàtan), construïda per aprenents de fuster alemanys, passant per cúpules geodèsiques i totes les menes de construccions tan heterodoxes com poètiques, i dels interiors d'una gran poesia, en particular el bar «Månefiskeren» (Pescador de Lluna). Una casa feta d'un vaixell tallat en dos s'ha trobat al museu d'art modern de Louisiania.
La història de Christiania és agitada, l'esdeveniment més perillós ha estat la «JunkBlokaden» del 1979 en el transcurs de la qual Christiania va expulsar els venedors i els usuaris de drogues dures, l'heroïna principalment, que amenaçaven la seva supervivència. Els plans oficials de supressió o transformació de Christiania han estat nombrosos, però la majoria no han tingut cap efecte, almenys fins a mitjans dels anys 90. Els christianites insisteixen en el fet que cap individu no és l'únic responsable de la supervivència o de l'èxit de Christiania, però l'advocat comunista i resistent Carl Madsen ha tingut dret a la seva gratitud per la defensa intel·ligent de la qual va fer beneficiar-se l'habitatge ocupat il·legalment davant els tribunals i el Parlament. Un llarg conflicte ha oposat els «pushers», els venedors d'haixix, i els militants, més polítics, sobre la venda d'haixix i d'alcohol. Aquest conflicte ha portat diverses vegades a Christiania a la vora de l'abisme.
Christiania, en gran part influenciada pel pensament anarquista —avui molt pocs dels seus habitants hi apel·len— ha assolit constantment no ser dirigida per caps, fins i tot, s'ha arribat de manera puntual que Christianites siguin escollits al consell municipal, i també al Parlament (una diputada christianita hi va donar el pit al seu nadó, creant un bonic escàndol). L'autoritat «suprema» és exercida pel «Fællesmøde» (assemblea general), tot i que cap assemblea general no ha reunit la totalitat dels Christianites. El poder real està exercit, no sense dificultat, per les assemblees de barri, els «Områdemøder», l'assemblea de les empreses (lucratives o no), «Virksomhedsmøde», i l'assemblea de les finances «Økonomimøde» que administra els recursos de Christiania —pagaments del municipi al títol de l'ajuda social, «lloguer de Christiania» abocat per una àmplia part dels habitants, contribucions voluntàries dels col·lectius amb objectiu lucratiu. En aquestes assemblees, les decisions mai no són preses per vot, sinó quan sembla a cadascun que s'ha arribat a un consens. Els christianites consideren per majoria que és christianita qui dorm a Christiania, però aquest punt ha estat objecte de debats agitats. Hi han existit entre nou i deu barris.

Bandera de Christiania

No es troben, a Christiania, drogues dures i els cotxes individuals hi són prohibits. Després dels dos primers estius en què els christianites es van sentir sobrepassats per una onada gegant de campistes, el càmping no hi és possible. Els venedors d'haixix, al carrer Pusher, la zona on venien a l'aire lliure, prohibien que se'ls fotografiés. La bandera de Christiania, té tres punts grocs sobre fons taronja (o inversament) i representa els tres punts sobre les tres «i» de Christiania; hauria estat creada per Viktor Essmann, que va inventar aquest nom, que fa referència al nom del barri, «Christianshavn» (el port d'en Christian), en referència a Christian IV, que es pot comparar amb el que Lluís XIV va ser a França.
Les relacions econòmiques ordinàries existeixen dins de Cristiania, que mai no ha aconseguit fer-se materialment independent del món exterior. Diversos col·lectius d'habitatge practiquen un repartiment moderat de certs recursos materials, i nombrosos col·lectius d'activitat treballen sense finalitats lucratives, fins i tot sense remuneració.
Christiania manté un diàleg conflictiu sense fi amb les autoritats per mantenir la seva pròpia existència. Aquesta és àmpliament deguda ben mirat al fet que destruir Christiania significaria, per a les autoritats, haver de trobar un nou allotjament per a un miler de persones. A més a més, diversos centenars de christianites es beneficien d'ajuts socials, que han estat fixats a un nivell particularment baix per als residents locals; si aquests fossin allotjats, el cost de les prestacions que els són ingressades augmentaria considerablement.

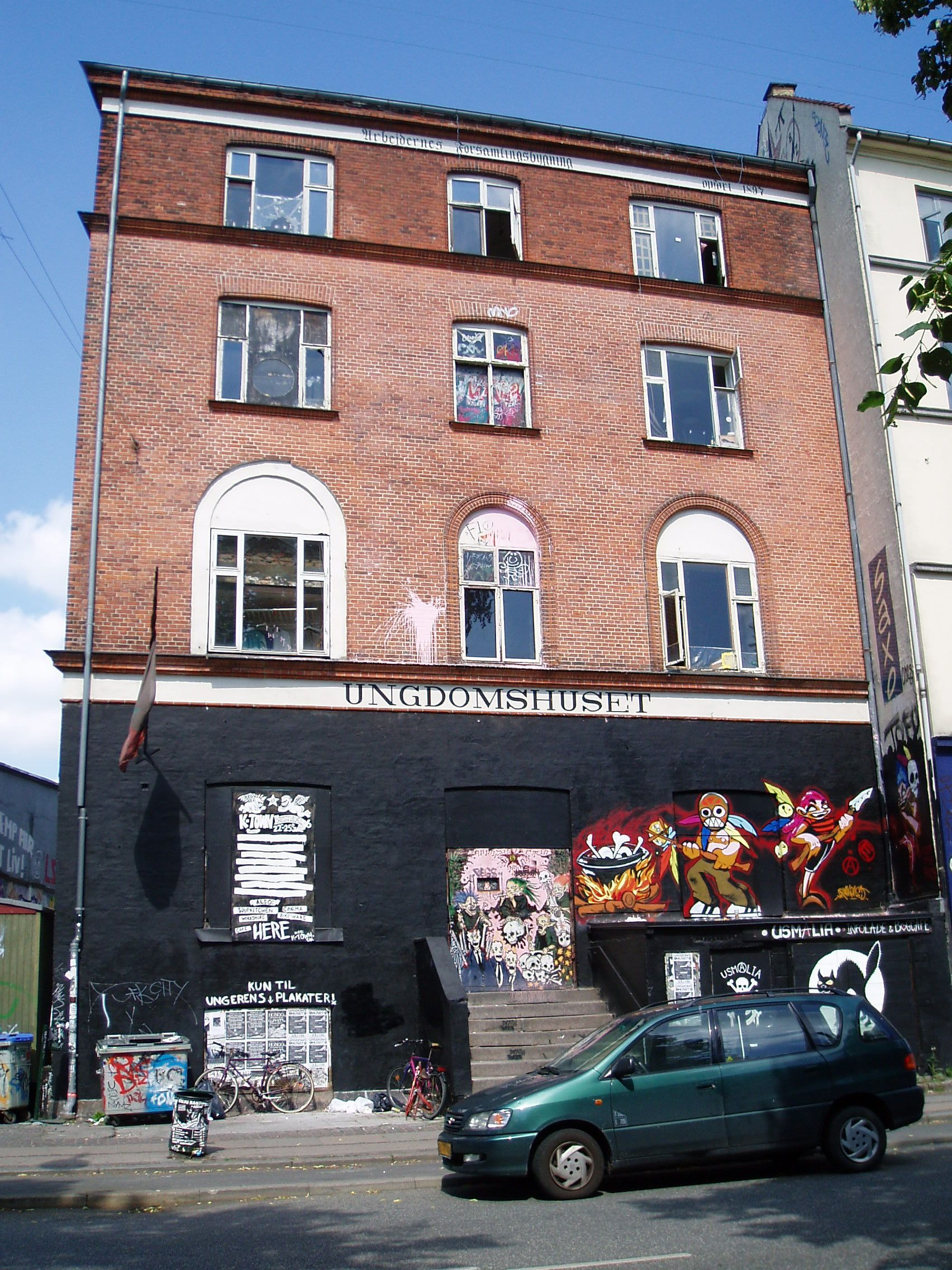
Ungdomhuset, vista del carrer

Un altre conflicte oposa les autoritats governamentals al municipi lliure: la lliure venda de cànnabis que representaria un mercat de 26,8 milions d'euros anualment segons la policia. El 4 de gener del 2005, els estands de venda de cànnabis són finalment destruïts pel seu propietari —sense que s'aturés emperò el comerç que continua encara avui, ara de persona a persona— per persuadir el govern de deixar continuar existint la ciutat lliure. Abans de la destrucció, el museu nacional de Dinamarca va poder prendre un dels estands més bonics que hi és d'ara endavant en exposició.
El 2003, la ciutat comptava més de mil habitants, la seva pròpia moneda, tota mena d'activitats culturals i esportives, així com un vast espai agrícola.
En un moviment general de normalització i d'uniformació del país, el Primer Ministre liberal-conservador Anders Fogh Rasmussen decidí atacar el «cas» Christiana, acusada d'afavorir el trànsit de drogues. L'1 de gener del 2006, la ciutat va perdre el seu estatut especial de comunitat alternativa. El 19 de maig del 2007, 35 anys després del naixement de Christiania, es va destruir una casa. Aquesta demolició va comportar una viva protesta que va degenerar en un conflicte amb la policia, la qual ja havia tingut molt a fer en el moment dels aixecaments, dos mesos abans, en resposta a la demolició d'Ungdomshuset.